# Wrangell (Alaska)
Pour les articles homonymes, voir Wrangel.
Ne doit pas être confondu avec les montagnes Wrangell, l'île Wrangell et le parc national de Wrangell - Saint-Élie qui se situent également en Alaska.
Wrangell (nom officiel City and Borough of Wrangell, Ḵaachx̱aana.áakʼw en tlingit) est une ville et un arrondissement (borough) du sud de l'Alaska, aux États-Unis. L'arrondissement s'étend sur 8 967 km2 et la ville sur 184 km2. Selon le recensement de 2010, la population est de 2 369 habitants.
La ville a été le point de départ de l’expédition de John Muir. On peut y visiter l'ancien fort russe Dionysius, construit en 1831, renommé plus tard fort Stikine en référence au fleuve Stikine et aujourd'hui rebaptisé fort Wrangell d'après le baron Ferdinand von Wrangel.

## Géographie
La partie urbaine de Wrangell est située sur la pointe nord de l'île Wrangell, dans l'Alaska du Sud-Est, à 250 km de Juneau (capitale de l'état). Elle est entourée à l'ouest par le détroit de Zimovia (en) et à l'est par l'embouchure du fleuve Stikine. L'arrondissement englobe toute la moitié Est de l'ancienne région de recensement de Wrangell-Petersburg, ainsi que la zone autour de Meyers Chuck (en), qui appartenait autrefois à la région de recensement de Prince of Wales - Outer Ketchikan. Il comprend également Thoms place (en), une ancienne région de recensement de l'île de Wrangell.
D'après le recensement de 2010, l'arrondissement s'étend sur environ 8 970 km2, comprenant 6 580 km2 de terre et 2 390 km2 d'eau, et la ville, d'après le recensement de 2000 s'étend sur environ 183,5 km2, comprenant 117,27 km2 de terre et 66,2 km2 d'eau.

## Écosystèmes
Wrangell abrite une aire protégée, la forêt nationale de Tongass dont fait partie la région sauvage de Stikine-LeConte (en).

## Démographie
Avant que Wrangell ne devienne, le 1er juin 2008, une région de recensement à part entière, elle était incluse dans la région de recensement de Wrangell-Petersburg. De ce fait, les données démographiques de City and Borough of Wrangell ne sont disponibles que depuis le recensement de 2010. Cependant, lors du recensement de 2000, des données ont été collectées pour la ville de Wrangell (Wrangell City).
| 1880 | 1890 | 1900 | 1910 | 1920 | 1930 | 1940  | 1950  |
| ---- | ---- | ---- | ---- | ---- | ---- | ----- | ----- |
| 106  | 316  | 868  | 743  | 821  | 948  | 1 162 | 1 263 |

| 1960  | 1970  | 1980  | 1990  | 2000  | 2010  | - | - |
| ----- | ----- | ----- | ----- | ----- | ----- | - | - |
| 1 315 | 2 029 | 2 184 | 2 479 | 2 308 | 2 369 | - | - |

## Galerie

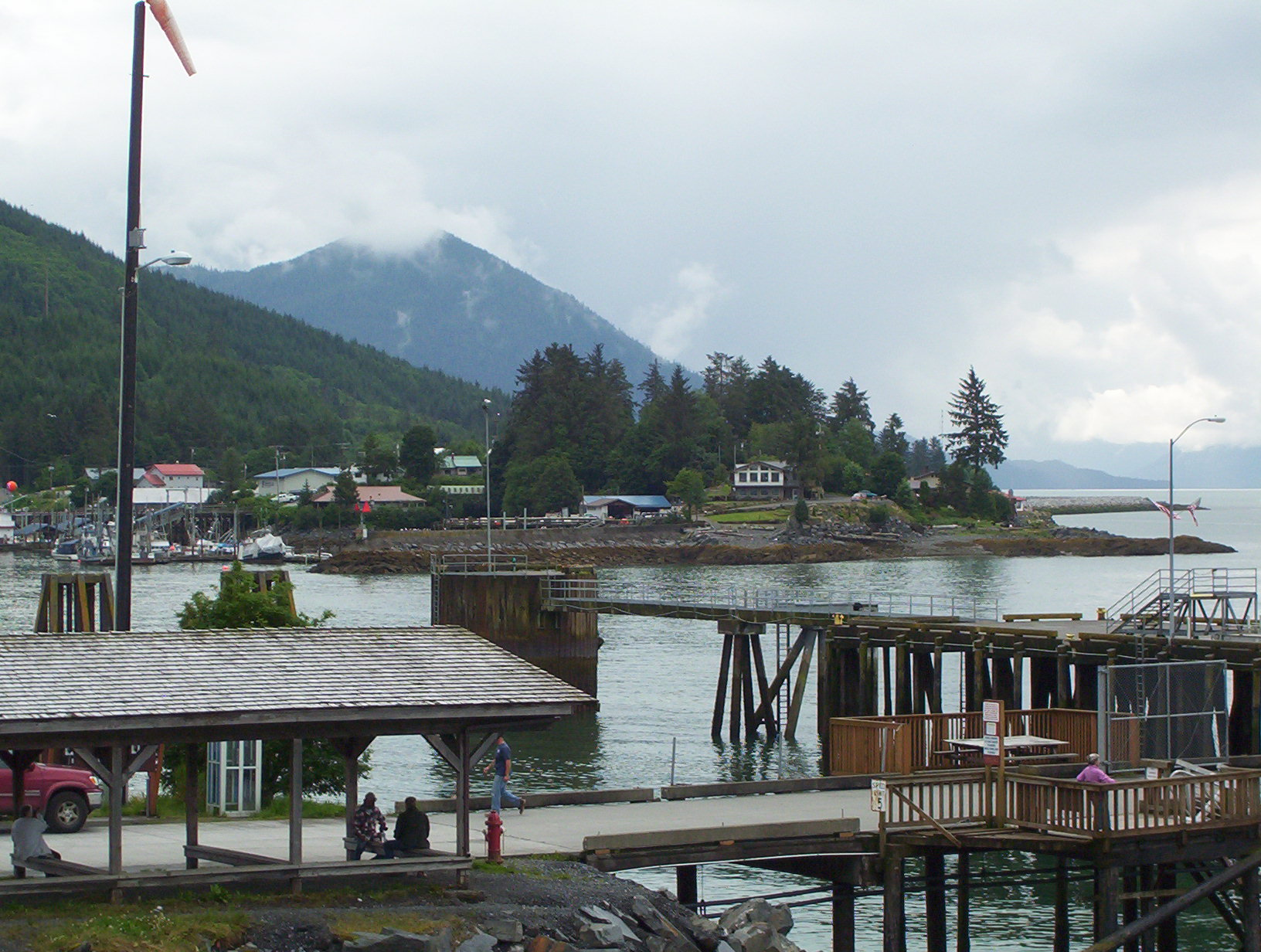
Wrangell vue depuis le port.
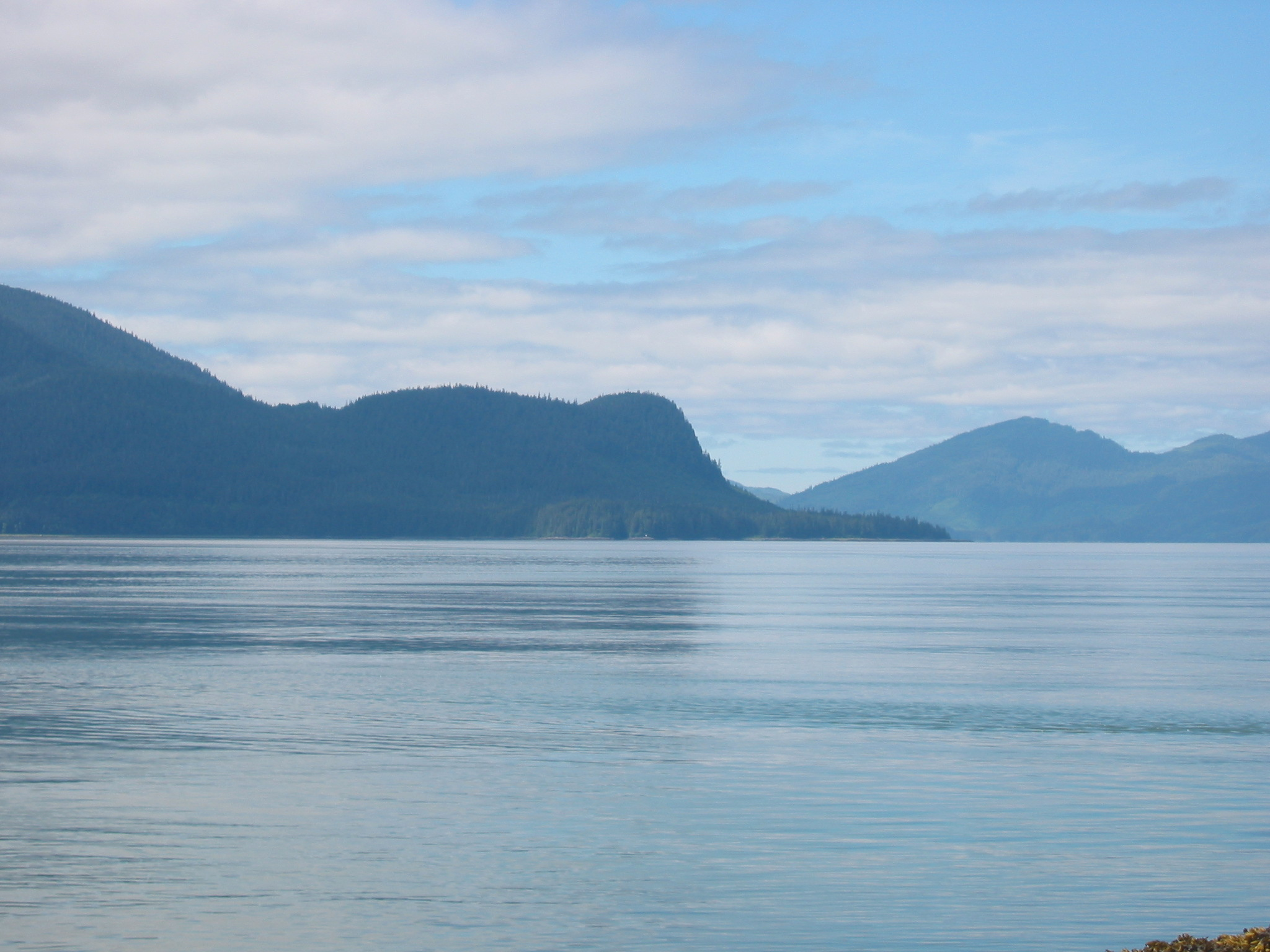
Le « nez d'éléphant » (Elephant’s Nose), sommet de l'île Woronofski vu depuis Wrangell.
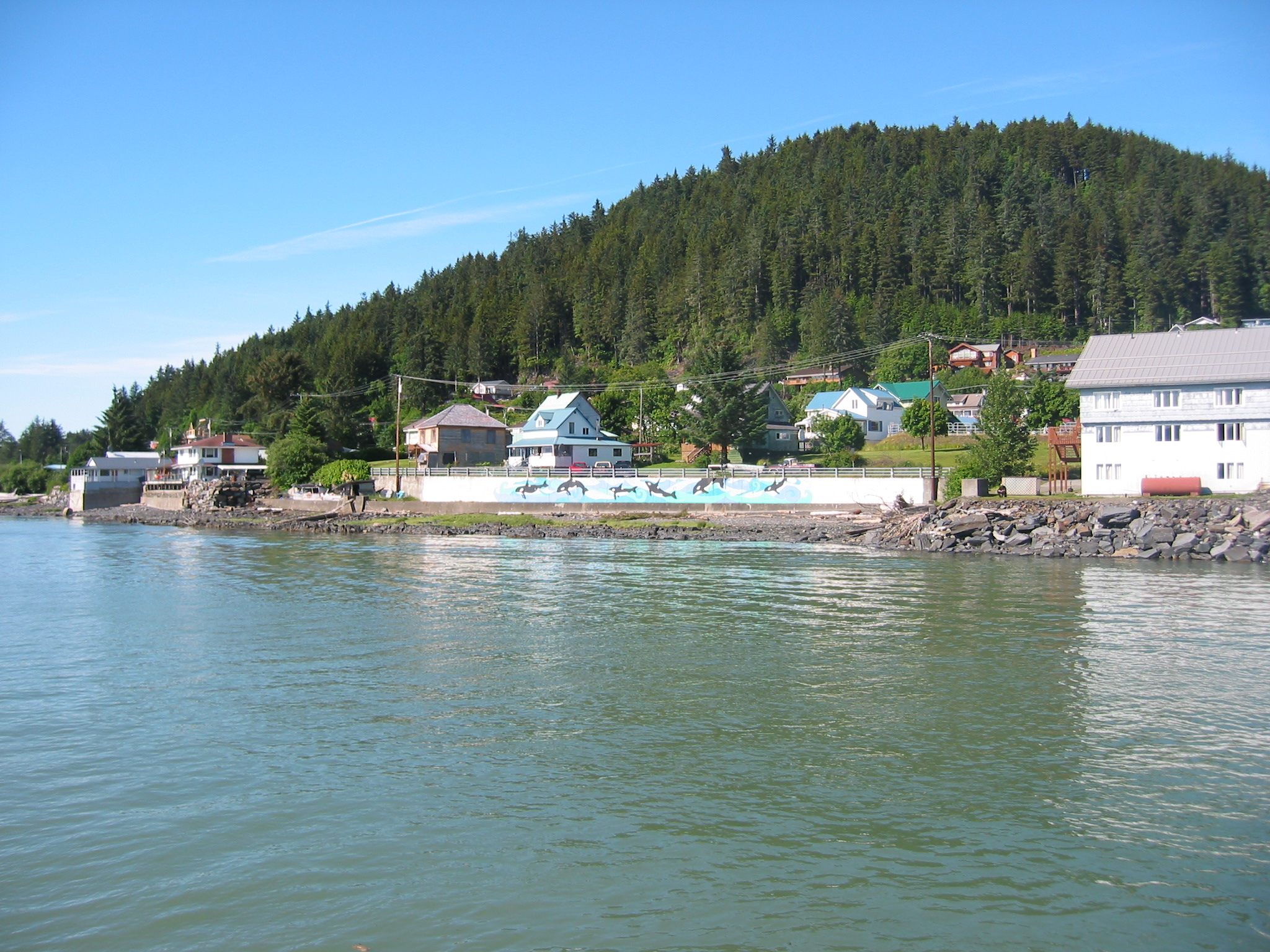
Le mont Dewey situé au pied de la ville[N 1].